# Ablabys
Ablabys là một chi cá trong họ cá Tetrarogidae thuộc bộ cá Scorpaeniformes, là loài bản địa của Ấn Độ Dương và phía Tây Thái Bình Dương.

## Các loài
Hiện hành có 03 loài được ghi nhận trong chi này:
- Ablabys binotatus (W. K. H. Peters, 1855) (redskinfish)
- Ablabys macracanthus (Bleeker, 1852) (spiny waspfish)
- Ablabys taenianotus (G. Cuvier, 1829) Cá mào gà lá